# فرنسيس رينو
فرنسيس رينو (بالفرنسية: Francis Renaud)‏ (و. 1967 – م) هو ممثل، ومخرج سينمائي، وكاتب سيناريو، من فرنسا.

## وصلات خارجية
- فرنسيس رينو على موقع IMDb (الإنجليزية)
- فرنسيس رينو على موقع ألو سيني (الفرنسية)
- فرنسيس رينو على موقع أول موفي (الإنجليزية)
- فرنسيس رينو على موقع قاعدة بيانات الأفلام السويدية (السويدية)
- فرنسيس رينو على موقع قاعدة بيانات الفيلم (الإنجليزية)
- فرنسيس رينو على موقع كينوبويسك (الروسية)